# Spilosoma flexomaculosa
Spilosoma flexomaculosa là một loài bướm đêm thuộc phân họ Arctiinae, họ Erebidae.